# Борис Тиков
Борис Тиков с псевдоним Калоян и Малешевски е български революционер, войвода на Вътрешната македонска революционна организация.

## Биография
Тиков е роден в Кюстендил в 1898 година. Завършва Педагогическото училище в Кюстендил и става учител. След това завършва Школата за запасни офицери в София и по време на Първата световна война е взводен командир в 13-и пехотен рилски полк.
През 1919 година се прибира в Кюстендил, основен пункт на възстановената от Тодор Александров ВМРО. През 1920 година Тиков става член на ВМРО и от 1922 година е четник в четата на Тодор Александров, действаща в Царевоселско и Кочанско. За известно време е секретар на четата, а през 1923 година е войвода в Царевоселско.
През 1924 година Тиков е заместник-началник на градската милиция на ВМРО в Горна Джумая и взема дейно участие в акцията на 12 септември 1924 година, когато в Горна Джумая са наказани виновниците за убийството на Тодор Александров. През 1925 година Тиков е определен за войвода в Малешевско, а по-късно действа като войвода в Царевоселско. Тиков получава от Иван Михайлов задачата да открие и ликвидира ренегата Илия Пандурски, който с въоръжена и заплащана от властите чета тормози проявените българи в Малешевско. Тиков влиза с чета от 7 души в Малешевско. Залавя и избесва някои от ятаците на Пандурски по селата и води две престрелки със сръбската полиция, от които четата му се измъква без загуби, а Пандурски е застрелян от внедрен в бандата му младеж – Христо Вангелов Стоев (Ристо Дерижабо) от село Никудин. Наказанието на Пандурски, както и дейността на Борис Тиков и неговата чета, повдига духа на населението в Малешевско.
На 7 юли 1925 година четата на Тиков води ново сражение със сръбската потеря в местността Бабини колиби, в което загиват четирима сърби. През лятото на 1926 година четата на Тиков води сражение в местността Материца, Малешевско, а на 23 юли 1927 година – в село Костин дол, Царевоселско.
В 1929 година Тиков се оттегля от революционна дейност и отново постъпва на служба в армията командир на 8-а трудова дружина в Стара Загора. На този пост се задържа до 1946 година, когато става бригадир във Водоканалпроект - Стара Загора.
Борис Тиков умира на 11 декември 1972 година в град Стара Загора.